# أحمد جمال (موسيقي)
أحمد جمال (ولد في 2 يوليو 1930) هو عازف أمريكي بارز للجاز على البيانو. يعتبر واحدا من أهم عازفي البيانو في تاريخ موسيقى الجاز. اعتنق الإسلام وغير اسمه من فريديريك روسل جونس إلى أحمد جمال.
شكل مجموعته الخاصة، ثلاثة سلاسل (بالإنجليزية: Three Strings)، مع عازف القيثارة إدي كالهون وعازف الجيتار راي كروفورد. اكتشفتهم شركة كولومبيا في عام 1951. تم استبدال كالهون في وقت لاحق بريتشارد ديفيس، ثم من قبل إسرائيل كروسبي في عام 1955، وخلال ذلك الوقت، تحول فريتز جونز إلى الإسلام وغير اسمه إلى أحمد جمال حوالي عام 1952. في ذلك الوقت، قررت المجموعة في نهاية المطاف إعادة تسمية المجموعة إلى الثلاثي أحمد جمال.

## وصلات خارجية
- أحمد جمال على موقع IMDb (الإنجليزية)
- أحمد جمال على موقع ميوزك برينز (الإنجليزية)
- أحمد جمال على موقع أول ميوزيك (الإنجليزية)
- أحمد جمال على موقع ديسكوغز (الإنجليزية)